# メリッサ (競走馬)
メリッサ（欧字名:Melissa、2004年4月1日 - ）は、日本の競走馬、繁殖牝馬。主な勝ち鞍に2010年の北九州記念。
馬名の意味は、「地の女神の神官」。

## 競走馬時代

### 3歳（2007年）
2007年1月7日、京都競馬場第6競走の3歳新馬戦（芝1400m）で、鮫島良太を鞍上にデビューするも5着に敗れる。2戦目からはダートの未勝利戦を7戦使い、ようやく初勝利を挙げると、芝コースの白藤賞（500万下）へ挑んだ。しかし、結果は14頭立て12着の大敗であった。この後4ヶ月ほど休養し、再びダートに転向し、10月14日に条件戦へ出走すると2着となる。さらに27日に条件戦へ再び出走するが、1番人気を裏切る5着となり、この年のレースを終えた。かなり使い込まれ、最終的にこの1年だけでレースを11戦（1勝10敗）も使ったことになった。

### 4歳（2008年）
年明け後はダートの条件戦をまず4戦使い、500万下をようやく勝利。続いて挑んだ知多特別（1000万下・芝1200m）では5着に健闘するも、次走から再び500万下に出走し4戦目で勝利、そして続く1000万下も勝って2連勝を果たし、この年はこれ以降出走しなかった。

### 5歳（2009年）
約半年間の休養を経て、1600万下条件の4連敗を挟み、1番人気で臨んだ7月の北九州短距離ステークス（芝1200m）では人気に応える勝利を掴み、ようやくオープンクラスへ昇格。ここまで26戦を要した。その後4戦するも、北九州記念5着以外は全て着外に終わり、この年のレースを終えた。

### 6歳（2010年）
半年以上の休養を経て、5月のテレビ愛知オープンより始動も8着に敗れる。続くCBC賞では、12番人気の低評価であったが4着と健闘し、アイビスサマーダッシュでは1番人気での出走となったが、1000mという極端な短距離に適性がなかったのか、17着のエーシンエフダンズに5馬身付けられたシンガリ負けを喫した。その後北九州記念に再び参戦、前走の大敗もあり5番人気の支持であったが、2着のスカイノダン（ジャスタウェイの半姉である）に半馬身付けて勝利。悲願の重賞制覇を果たした。この後はセントウルステークス3着、夕刊フジ杯オパールステークス6着の結果を残したのちに引退が決まり、10月15日付で登録を抹消した

## 競走成績
以下の内容は、netkeiba.comおよびJBISサーチに基づく。
| 競走日     | 競馬場 | 競走名          | 格       | 距離（馬場）  | 頭 数 | 枠 番 | 馬 番 | オッズ （人気） | 着順 | タイム （上り3F） | 着差 | 騎手        | 斤量 [kg] | 1着馬（2着馬）         | 馬体重 [kg] |
| ---------- | ------ | --------------- | -------- | ------------- | ----- | ----- | ----- | --------------- | ---- | ----------------- | ---- | ----------- | --------- | ---------------------- | ----------- |
| 2007.01.07 | 京都   | 3歳新馬         |          | 芝1400m（稍） | 16    | 5     | 10    | 008.50（4人）   | 05着 | R1:25.4（35.6）   | -0.2 | 0鮫島良太   | 53        | シュガーヴァイン       | 458         |
| 0000.01.27 | 京都   | 3歳未勝利       |          | ダ1800m（良） | 12    | 6     | 8     | 003.40（2人）   | 02着 | R1:56.1（37.9）   | -0.0 | 0武幸四郎   | 54        | カネトシリベルテ       | 456         |
| 0000.02.25 | 阪神   | 3歳未勝利       |          | ダ1800m（良） | 16    | 3     | 6     | 001.50（1人）   | 03着 | R1:58.3（38.7）   | -0.2 | 0武豊       | 54        | インプレスゴールド     | 460         |
| 0000.03.11 | 阪神   | 3歳未勝利       |          | ダ1800m（不） | 12    | 8     | 11    | 001.80（1人）   | 06着 | R2:00.2（38.8）   | -0.8 | 0武豊       | 54        | センターグランタス     | 454         |
| 0000.03.17 | 阪神   | 3歳未勝利       |          | ダ1800m（良） | 12    | 3     | 3     | 004.20（2人）   | 03着 | R1:56.8（38.9）   | -0.7 | 0武豊       | 54        | イタリアンオリーブ     | 458         |
| 0000.04.01 | 阪神   | 3歳未勝利       |          | ダ1400m（重） | 16    | 3     | 5     | 005.80（3人）   | 05着 | R1:27.2（38.5）   | -0.8 | 0武幸四郎   | 54        | レインボーアーチ       | 452         |
| 0000.05.06 | 京都   | 3歳未勝利       |          | ダ1800m（重） | 16    | 3     | 6     | 004.50（2人）   | 02着 | R1:53.8（38.4）   | -0.5 | 0鮫島良太   | 53        | オーミチェリッシュ     | 460         |
| 0000.05.19 | 中京   | 3歳未勝利       |          | ダ1700m（良） | 15    | 3     | 5     | 004.30（3人）   | 01着 | R1:49.3（37.6）   | -0.0 | 0武豊       | 54        | （セフティプラスワン） | 456         |
| 0000.06.02 | 中京   | 白藤賞          | 500万下  | 芝1800m（良） | 14    | 7     | 12    | 033.20（9人）   | 12着 | R1:49.5（36.7）   | -1.8 | 0長谷川浩大 | 54        | ファーストレイター     | 452         |
| 0000.10.14 | 京都   | 3歳上500万下    |          | ダ1800m（良） | 12    | 5     | 5     | 007.30（3人）   | 02着 | R1:55.2（37.6）   | -0.3 | 0武豊       | 53        | アメジストリング       | 466         |
| 0000.10.27 | 京都   | 3歳上500万下    |          | ダ1800m（稍） | 11    | 6     | 7     | 002.60（1人）   | 05着 | R1:54.6（39.9）   | -1.3 | 0武豊       | 53        | セイウンハレルヤ       | 460         |
| 2008.02.16 | 京都   | 4歳上500万下    |          | ダ1400m（稍） | 16    | 7     | 13    | 010.10（4人）   | 12着 | R1:27.7（37.5）   | -1.6 | 0岩田康誠   | 55        | アースコマンダー       | 460         |
| 0000.03.30 | 中京   | 4歳上500万下    |          | ダ1700m（良） | 14    | 3     | 3     | 010.10（3人）   | 04着 | R1:46.9（38.7）   | -0.3 | 0福永祐一   | 55        | ヒカルアモーレ         | 458         |
| 0000.04.20 | 福島   | 4歳上500万下    |          | ダ1700m（重） | 15    | 8     | 15    | 006.90（4人）   | 03着 | R1:44.8（37.2）   | -0.7 | 0田中健     | 52        | ポートムテキ           | 454         |
| 0000.05.17 | 京都   | 4歳上500万下    |          | ダ1400m（良） | 16    | 7     | 14    | 010.00（5人）   | 01着 | R1:24.1（36.7）   | -0.4 | 0武幸四郎   | 55        | （サイキックダイブ）   | 464         |
| 0000.06.14 | 中京   | 知多特別        | 1000万下 | 芝1200m（良） | 17    | 7     | 14    | 006.70（3人）   | 05着 | R1:08.7（35.4）   | -0.3 | 0福永祐一   | 55        | ライブリシュロム       | 468         |
| 0000.07.12 | 阪神   | 3歳上500万下    |          | ダ1400m（良） | 15    | 7     | 13    | 002.50（2人）   | 02着 | R1:23.6（36.7）   | -0.1 | 0武豊       | 55        | マルヨカレッジ         | 470         |
| 0000.08.03 | 小倉   | 筑紫特別        | 500万下  | 芝1200m（良） | 15    | 4     | 6     | 004.30（2人）   | 02着 | R1:08.2（34.5）   | -0.1 | 0池添謙一   | 55        | テーオーギャング       | 482         |
| 0000.08.23 | 小倉   | 伊万里特別      | 500万下  | 芝1200m（良） | 12    | 8     | 11    | 001.80（1人）   | 04着 | R1:08.9（34.8）   | -0.7 | 0武豊       | 55        | プラチナムペスカ       | 480         |
| 0000.09.20 | 阪神   | 3歳上500万下    |          | ダ1400m（良） | 15    | 4     | 7     | 001.90（1人）   | 01着 | R1:24.2（36.5）   | -0.1 | 0武豊       | 55        | （スリーアリスト）     | 476         |
| 0000.11.01 | 京都   | 3歳上1000万下   |          | ダ1400m（良） | 16    | 6     | 11    | 003.60（2人）   | 01着 | R1:23.9（36.7）   | -0.2 | 0武豊       | 55        | （タガノクリスエス）   | 472         |
| 2009.05.09 | 京都   | 高瀬川S         | 1600万下 | ダ1400m（稍） | 16    | 5     | 10    | 004.90（3人）   | 16着 | R1:26.0（39.0）   | -2.8 | 0武豊       | 55        | ストーリーテリング     | 472         |
| 0000.06.06 | 中京   | 飛騨S           | 1600万下 | 芝1200m（良） | 18    | 3     | 6     | 017.30（6人）   | 05着 | R1:08.0（34.2）   | -0.2 | 0福永祐一   | 53        | メジロシリング         | 474         |
| 0000.06.20 | 阪神   | ストークS       | 1600万下 | 芝1600m（良） | 18    | 6     | 12    | 029.5（10人）   | 15着 | R1:33.7（35.4）   | -1.5 | 0生野賢一   | 53        | エリモファイナル       | 478         |
| 0000.07.11 | 阪神   | ジュライS       | 1600万下 | 芝1400m（良） | 12    | 7     | 10    | 044.40（9人）   | 05着 | R1:20.6（33.7）   | -0.3 | 0福永祐一   | 55        | タマモナイスプレイ     | 478         |
| 0000.07.25 | 小倉   | 北九州短距離S   | 1600万下 | 芝1200m（良） | 16    | 3     | 5     | 005.40（1人）   | 01着 | R1:07.5（34.1）   | -0.2 | 0福永祐一   | 55        | （テーオーギャング）   | 482         |
| 0000.08.16 | 小倉   | 北九州記念      | GIII     | 芝1200m（良） | 16    | 3     | 6     | 006.70（3人）   | 05着 | R1:08.0（34.3）   | -0.5 | 0武豊       | 52        | サンダルフォン         | 486         |
| 0000.09.13 | 阪神   | セントウルS     | GII      | 芝1200m（良） | 15    | 7     | 14    | 037.0（10人）   | 15着 | R1:09.5（35.2）   | -1.7 | 0武幸四郎   | 55        | アルティマトゥーレ     | 482         |
| 0000.10.24 | 京都   | 室町S           | OP       | ダ1200m（良） | 16    | 6     | 11    | 023.10（9人）   | 14着 | R1:11.6（36.0）   | -1.3 | 0石橋守     | 52        | ダイワディライト       | 486         |
| 2010.05.22 | 京都   | テレビ愛知OP    | OP       | 芝1400m（良） | 18    | 2     | 4     | 121.2（13人）   | 08着 | R1:20.6（34.1）   | -0.4 | 0池添謙一   | 54        | ショウナンラノビア     | 480         |
| 0000.06.13 | 京都   | CBC賞           | GIII     | 芝1200m（稍） | 18    | 8     | 16    | 035.1（12人）   | 04着 | R1:09.3（34.6）   | -0.4 | 0池添謙一   | 52        | ヘッドライナー         | 484         |
| 0000.07.18 | 新潟   | アイビスサマーD | GIII     | 芝1000m（良） | 18    | 4     | 7     | 005.80（1人）   | 18着 | R0:55.9（34.0）   | -2.0 | 0福永祐一   | 54        | ケイティラブ           | 486         |
| 0000.08.15 | 小倉   | 北九州記念      | GIII     | 芝1200m（良） | 18    | 2     | 4     | 013.40（5人）   | 01着 | R1:07.1（34.0）   | -0.1 | 0福永祐一   | 52        | （スカイノダン）       | 484         |
| 0000.09.12 | 阪神   | セントウルS     | GII      | 芝1200m（良） | 15    | 3     | 6     | 010.20（5人）   | 03着 | R1:08.2（33.7）   | -0.2 | 0福永祐一   | 55        | ダッシャーゴーゴー     | 488         |
| 0000.10.09 | 京都   | オパールS       | OP       | 芝1200m（不） | 18    | 3     | 5     | 005.60（2人）   | 06着 | R1:10.6（35.6）   | -1.0 | 0福永祐一   | 56        | グランプリエンゼル     | 494         |

## 繁殖牝馬時代
引退後は岡田スタッドで繁殖牝馬となった。初年度はマンハッタンカフェが種付けされ、無事出産した。
2年目はディープインパクトが種付けされ、その間に生まれたのがミッキーグローリーであった。デビュー後は母と同じようにすんなりオープン入りとはいかなかったが、デビュー10戦目で1600万下条件を勝ち、その約2ヶ月後の京成杯オータムハンデキャップではロジクライらを破り、1番人気に応える勝利を掴む。さらに1年後の関屋記念も優勝し、重賞2勝の成績を残し引退。種牡馬となった。
3年目もディープインパクトとの仔を無事出産したものの、デビューは果たせなかった。
4年目も再びディープインパクトを種付けした。その産駒がカツジである。カツジは新馬戦を1番人気に応え快勝。続くデイリー杯2歳ステークスもジャンダルムの2着、きさらぎ賞5着を挟み、2番人気で臨んだニュージーランドトロフィーを制して重賞初制覇を果たした。NHKマイルカップで8着に敗れたあとは古馬混合戦に出走し、この年のマイルチャンピオンシップでは16番人気ながら4着と健闘した。なお、このマイルCSにはミッキーグローリーも出走しており、唯一の兄弟対決となった。結果は先述のように4着で、兄のミッキーグローリー（5着）に先着を果たしている。その後は凡走と惨敗を繰り返すが、2020年のスワンステークスを11番人気の低評価からアドマイヤマーズやステルヴィオらのGI馬を蹴散らして勝利した。
その後2年は不受胎と死産が続いたが、7年目と8年目もディープインパクトを種付けし出産している。9年目ははじめジャスタウェイを種付けしたものの受胎せずドゥラメンテを種付けし直し出産。10年目もドゥラメンテを付けたが流産となった。2021年度も再びドゥラメンテを種付けするも受胎せず、キズナを種付けした。

## 繁殖成績
|       | 馬名               | 誕生年 | 性 | 毛色   | 父                       | 馬主                             | 厩舎                                                                         | 戦績・備考                                        | 出典   |
| ----- | ------------------ | ------ | -- | ------ | ------------------------ | -------------------------------- | ---------------------------------------------------------------------------- | ------------------------------------------------- | ------ |
| 初仔  | ネミッサ           | 2012年 | 牝 | 青鹿毛 | マンハッタンカフェ       | 岡田牧雄 →組）オールザベスト組合 | 栗東・牧光二 →園田・森沢友貴 →園田・松平幸秀 →園田・森沢友貴 →園田・稻田彰宏 | 40戦1勝（引退）                                   | [ 5 ]  |
| 2番仔 | ミッキーグローリー | 2013年 | 牡 | 青鹿毛 | ディープインパクト       | 野田みづき                       | 美浦・国枝栄                                                                 | 13戦7勝 （京成杯オータムH、関屋記念優勝、種牡馬） | [ 6 ]  |
| 3番仔 |                    | 2014年 | 牝 | 青鹿毛 | ディープインパクト       |                                  |                                                                              | （不出走）                                        | [ 7 ]  |
| 4番仔 | カツジ             | 2015年 | 牡 | 鹿毛   | ディープインパクト       | （株）カナヤマホールディングス   | 栗東・池添兼雄                                                               | 28戦3勝（NZT、スワンS優勝、引退）                 | [ 8 ]  |
| 5番仔 | パープルレディー   | 2018年 | 牝 | 鹿毛   | ディープインパクト       | 井山登                           | 美浦・奥村武                                                                 | 19戦3勝（引退・繁殖）                             | [ 9 ]  |
| 6番仔 | ホウオウカグヤ     | 2019年 | 牝 | 黒鹿毛 | ディープインパクト       | 小笹芳央 →岡田牧雄 →小笹芳央     | 美浦・池上昌和 →名古屋・川西毅 →笠松・笹野博司 →美浦・池上昌和               | 18戦3勝（引退・繁殖）                             | [ 10 ] |
| 7番仔 | ホウオウムサシ     | 2020年 | 牡 | 黒鹿毛 | ドゥラメンテ             | 小笹芳央                         | 美浦・蛯名正義                                                               | 16戦3勝（現役）                                   | [ 11 ] |
| 8番仔 | フルボーグ         | 2022年 | 牡 | 鹿毛   | キズナ                   | ディアレストクラブ（株）         | 美浦・高木登                                                                 | 2戦0勝（現役）                                    | [ 12 ] |
| 9番仔 | （メリッサの2024） | 2024年 | 牡 | 鹿毛   | ブリックスアンドモルタル |                                  |                                                                              |                                                   | [ 13 ] |

- 2025年4月22日現在

## 血統表
| メリッサの血統                            | メリッサの血統                       | メリッサの血統                 | （血統表の出典）               | （血統表の出典） |
| 父系                                      | リファール系                         | リファール系                   | リファール系                   | [ § 2 ]          |
| 父 *ホワイトマズル White Muzzle 2002 鹿毛 | 父の父*ダンシングブレーヴ 1983 鹿毛  | Lyphard                        | Northern Dancer                | Northern Dancer  |
| 父 *ホワイトマズル White Muzzle 2002 鹿毛 | 父の父*ダンシングブレーヴ 1983 鹿毛  | Lyphard                        | Goofed                         |                  |
| 父 *ホワイトマズル White Muzzle 2002 鹿毛 | 父の父*ダンシングブレーヴ 1983 鹿毛  | Navajo Princess                | Drone                          | Drone            |
| 父 *ホワイトマズル White Muzzle 2002 鹿毛 | 父の父*ダンシングブレーヴ 1983 鹿毛  | Navajo Princess                | Olmec                          |                  |
| 父 *ホワイトマズル White Muzzle 2002 鹿毛 | 父の母Fair of the Furze 1982 鹿毛    | Ela-Mana-Mou                   | *ピットカーン                  | *ピットカーン    |
| 父 *ホワイトマズル White Muzzle 2002 鹿毛 | 父の母Fair of the Furze 1982 鹿毛    | Ela-Mana-Mou                   | Rose Bertin                    |                  |
| 父 *ホワイトマズル White Muzzle 2002 鹿毛 | 父の母Fair of the Furze 1982 鹿毛    | Autocratic                     | Tyrant                         | Tyrant           |
| 父 *ホワイトマズル White Muzzle 2002 鹿毛 | 父の母Fair of the Furze 1982 鹿毛    | Autocratic                     | Flight Table                   |                  |
| 母 ストーミーラン 1991 鹿毛               | 母の父*トニービン Tony Bin 1983 鹿毛 | *カンパラ                      | Kalamoun                       | Kalamoun         |
| 母 ストーミーラン 1991 鹿毛               | 母の父*トニービン Tony Bin 1983 鹿毛 | *カンパラ                      | State Pension                  |                  |
| 母 ストーミーラン 1991 鹿毛               | 母の父*トニービン Tony Bin 1983 鹿毛 | Severn Bridge                  | Hornbeam                       | Hornbeam         |
| 母 ストーミーラン 1991 鹿毛               | 母の父*トニービン Tony Bin 1983 鹿毛 | Severn Bridge                  | Priddy Fair                    |                  |
| 母 ストーミーラン 1991 鹿毛               | 母の母ウインドオブサマー 1983 栗毛   | *ノーザリー                    | Northern Dancer                | Northern Dancer  |
| 母 ストーミーラン 1991 鹿毛               | 母の母ウインドオブサマー 1983 栗毛   | *ノーザリー                    | Politely                       |                  |
| 母 ストーミーラン 1991 鹿毛               | 母の母ウインドオブサマー 1983 栗毛   | アイレバース                   | *ソロナウェー                  | *ソロナウェー    |
| 母 ストーミーラン 1991 鹿毛               | 母の母ウインドオブサマー 1983 栗毛   | アイレバース                   | サンマリノ                     |                  |
| 母系(F-No.)                               | フロリースカツプ(GB)系(FN:3-l)       | フロリースカツプ(GB)系(FN:3-l) | フロリースカツプ(GB)系(FN:3-l) | [ § 3 ]          |
| 5代内の近親交配                           | Northern Dancer 4×4                  | Northern Dancer 4×4            | Northern Dancer 4×4            | [ § 4 ]          |
| 出典                                      | 1. 2. 3. 4.                          | 1. 2. 3. 4.                    | 1. 2. 3. 4.                    | 1. 2. 3. 4.      |

- 母ストーミーランは1995年の阪神大賞典4着の実績がある。
- 8代母フロリスト（競走馬名フロラーカツプ）は1924年の帝室御賞典勝ち馬。
- 主な近親にセイウンワンダー、マイネルビンテージ、マイネルブライアンなど。